# Alondra Negrón
Alondra Yairet Negrón Texidor (* 31. Mai 1998 in Aibonito) ist eine puerto-ricanische Langstreckenläuferin, die sich auf den Hindernislauf spezialisiert hat.

## Sportliche Laufbahn
Erste Erfahrungen bei internationalen Meisterschaften sammelte Alondra Negrón im Jahr 2014, als sie bei den Jugendzentralamerika- und Karibikmeisterschaften in Morelia in 10:12,14 min die Goldmedaille im 3000-Meter-Lauf gewann und sich auch über 2000 m Hindernis in 7:10,52 min die Goldmedaille sicherte. Anschließend startete sie im Hindernislauf bei den Olympischen Jugendspielen in Nanjing und belegte dort in 6:44,46 min den sechsten Platz. Im Jahr darauf belegte sie bei den Jugendweltmeisterschaften in Cali in 6:39,51 min den vierten Platz im Hindernislauf und anschließend belegte sie bei den Panamerikanischen Juniorenmeisterschaften im kanadischen Edmonton in 4:30,87 min den vierten Platz im 1500-Meter-Lauf. 2016 gelangte sie bei den Ibero-Amerikanischen Meisterschaften in Rio de Janeiro mit 4:24,68 min auf den neunten Platz über 1500 Meter und anschließend schied sie bei den U20-Weltmeisterschaften in Bydgoszcz mit 4:26,02 min in der ersten Runde aus. Im Jahr darauf gewann sie bei den U20-Panamerikameisterschaften in Trujillo in 10:13,73 min die Silbermedaille über 3000 m Hindernis und im selben Jahr begann sie ein Studium an der University of New Mexico in den Vereinigten Staaten. 2018 belegte sie bei den Zentralamerika- und Karibikspielen (CAC) in Barranquilla in 10:58,47 min den fünften Platz 2022 gelangte sie bei den Ibero-Amerikanischen Meisterschaften in La Nucia mit 4:21,80 min auf den siebten Platz über 1500 Meter. Anschließend belegte sie bei den NACAC-Meisterschaften in Freeport in 10:35,96 min den fünften Platz über 3000 m Hindernis. Im Jahr darauf siegte sie in 10:14,34 min bei den CAC-Spielen in San Salvador und erreichte daraufhin bei den Panamerikanischen Spielen in Santiago de Chile mit 10:41,13 min Rang 13. 2024 gewann sie bei den Ibero-Amerikanischen Meisterschaften in Cuiabá in 10:01,19 min die Bronzemedaille hinter den Brasilianerinnen Tatiane da Silva und Simone Ferraz.
In den Jahren von 2021 bis 2023 wurde Negrón puerto-ricanische Meisterin im 3000-Meter-Hindernislauf.

## Persönliche Bestleistungen
- 1500 Meter: 4:19,30 min, 22. Mai 2021 in Barranquitas
  - 1500 Meter (Halle): 4:27,95 min, 9. Februar 2024 in Boston (puerto-ricanischer Rekord)
  - Meile (Halle): 4:38,44 min, 10. Februar 2023 in Boston (puerto-ricanischer Rekord)
- 3000 Meter: 9:29,84 min, 27. Januar 2022 in Barranquitas
  - 3000 Meter (Halle): 9:35,17 min, 7. Dezember 2019 in Boston
- 5000 Meter: 15:52,12 min, 31. März 2023 in Palo Alto
  - 5000 Meter (Halle): 16:06,51 min, 4. Februar 2023 in Boston (puerto-ricanischer Rekord)
- 2000 m Hindernis: 6:37,93 min, 28. Juni 2015 in Ciudad Real (nationale Bestleistung)
- 3000 m Hindernis: 9:47,79 min, 28. April 2023 in Des Moines